# 斯帕西夫卡河
斯帕西夫卡河（烏克蘭語：Спасівка），是烏克蘭的河流，位於該國西北部，流經利沃夫州，屬於西布格河的支流，河道全長25公里，流域面積240平方公里，發源自托爾基以東，河口處在斯科莫羅希南部。